# Tschebyschow-Lambda-Mechanismus

Tschebyschow-Lambda-Mechanismus

Der Tschebyschow-Lambda-Mechanismus ist ein viergliedriges Koppelgetriebe bzw. Kurbelschwinge, welches eine Drehbewegung in eine annähernd geradlinige Bewegung nahezu konstanter Geschwindigkeit umwandelt, und wird hin und wieder mit dem verwandten Hoecken-Mechanismus verwechselt.
Nach dem Satz von Roberts stellt dieser Mechanismus das Ersatzgetriebe des Tschebyschow-Mechanismus dar.
Die Bezeichnung Lambda rührt daher, dass der Mechanismus wie der griechische Buchstabe Lambda (λ) aussieht. Der Bewegungspfad des Lambda-Mechanismus erinnerte Pafnuti Lwowitsch Tschebyschow dabei an den Bewegungspfad eines Pferdehufes.
Ein anderer Namen für den Mechanismus ist Tschebyschefflenker.
Er lässt sich ebenso wie der Klann-Mechanismus zu Herstellung von Laufmaschinen, wie dem Strandbeest verwenden.

## Geschichte
Der Mechanismus wurde erstmals auf der Weltausstellung Paris 1878 als The Plantigrade Machine öffentlich vorgeführt.
Das Original der Plantigrad-Maschine steht im Polytechnischen Museum Moskau.
Im deutschsprachigen Raum ist durch das Jahr der Mathematik 2008 sie auch als Laufmaschine von Tschebyscheff bekannt.

2D-Computeranimation einer Plantigrade Machine
3D-Computeranimation einer Plantigrade Machine
Lambda-Mechanismus
Zeichnung der Plantigrade Machine
Längen